# Jan Blockx

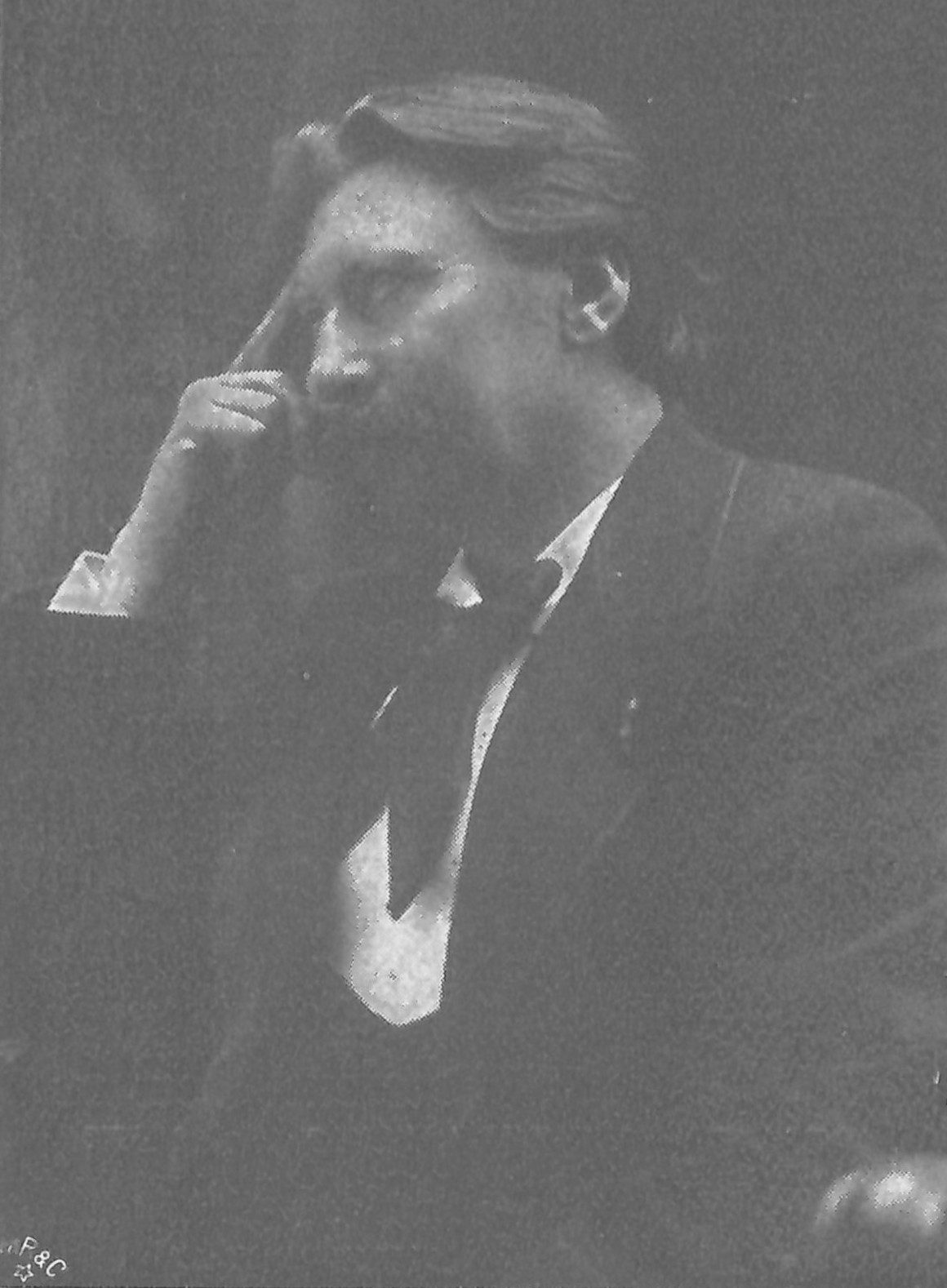
Jan Blockx, um 1906

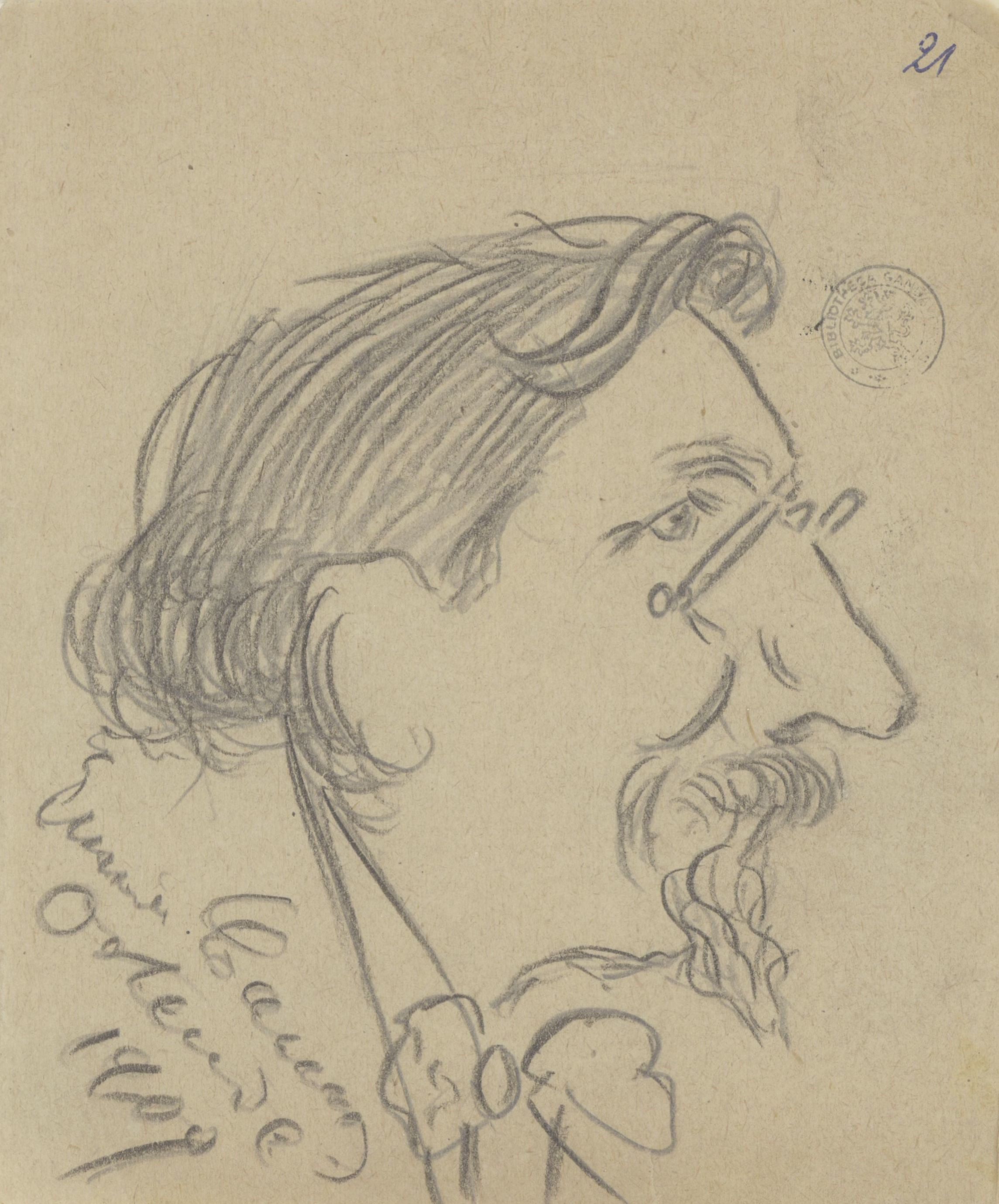
Karikatur, signiert von Enrico Caruso, 1909, Universitätsbibliothek Gent

Joannes Josephus „Jan“ Blockx (* 25. Januar 1851 in Antwerpen; † 26. Mai 1912 in Kapellenbos bei Antwerpen) war ein belgischer Komponist.

## Leben
Blockx studierte in Antwerpen bei Peter Benoît und in Leipzig bei Carl Reinecke. 1886 wurde er Lehrer an der flämischen Musikschule und 1901 Direktor des Konservatoriums Antwerpen. Mit seinen Opern und Chorwerken ist er einer der bedeutendsten flämischen Komponisten neben Benoît.
1902 wurde er korrespondierendes und 1909 ordentliches Mitglied der Académie royale des Sciences, des Lettres et des Beaux-Arts de Belgique.
Er liegt begraben auf dem Friedhof Schoonselhof in Antwerpen.